# Benken (Zürich)
Benken is een gemeente en plaats in het Zwitserse kanton Zürich, en maakt deel uit van het district Andelfingen.
Benken telt 750 inwoners.